# Cosmophorus depressus
Cosmophorus depressus är en stekelart som beskrevs av Van Achterberg 2000. Cosmophorus depressus ingår i släktet Cosmophorus och familjen bracksteklar. Inga underarter finns listade i Catalogue of Life.